# When the Music Dies
«When the Music Dies» — пісня азербайджанської співачки Сабіни Бабаєвої, з якою вона представлятиме Азербайджан на пісенному конкурсі Євробачення 2012 в Баку.